# Coulinus
Coulinus är ett släkte av insekter. Coulinus ingår i familjen dvärgstritar.
Kladogram enligt Catalogue of Life:
| Coulinus | \| \| Coulinus kushakevitshi \| \| \| \| \| \| Coulinus uladus \| \| \| \| \| \| Coulinus usnus \| \| \| \| |
|          | \| \| Coulinus kushakevitshi \| \| \| \| \| \| Coulinus uladus \| \| \| \| \| \| Coulinus usnus \| \| \| \| |
|          | Coulinus kushakevitshi                                                                                      |
|          | |
|          | Coulinus uladus                                                                                             |
|          | |
|          | Coulinus usnus                                                                                              |
|          | |